# اغراق (ترانه توئنی وان پایلتس)
«اغراق» (به انگلیسی: The Hype) ترانه‌ای نوشته و ضبط‌شده از گروه دونفره موسیقی آمریکایی توئنی وان پایلتس از پنجمین آلبوم استودیویی‌شان سنگر (۲۰۱۸) است.